# Казиле
Казиле — деревня в Тукаевском районе Татарстана. Входит в Князевское сельское поселение.

## География
Расположена на реке Ургуда, в 32 км к юго-востоку от города Набережные Челны.

## История
Основана в начале XX века. До 1920 г. входила в Бишинды-Останковскую волость Мензелинского уезда Уфимской губернии. С 1920 года в составе Мензелинского, с 1922 — Челнинского кантонов Татарской АССР. С 10.08.1930 в Челнинском (c 20.04.1976 г. — Тукаевский) районе.

## Население
| 1926 | 1938 | 1958 | 1970 | 1979 | 1989 | 2002 |
| ---- | ---- | ---- | ---- | ---- | ---- | ---- |
| 119  | 73   | 263  | 312  | 203  | 103  | 74   |

Национальный состав села — татары.

## Экономика
Полеводство, молочное скотоводство.

## Инфраструктура
Начальная школа, клуб.